# Pontyclun
Pontyclun ou Pont-y-clun est un village et une communauté du borough de comté de Rhondda Cynon Taf, au pays de Galles.

## Géographie
Pontyclun est situé dans le sud du borough de comté de Rhondda Cynon Taf, à quelques kilomètres au sud-ouest de la ville de Llantrisant, au confluent de la Clun (en) et de l'Ely. Le village doit son nom au pont qui enjambe la Clun.
La gare de Pontyclun (en) est desservie par les trains de la South Wales Main Line qui relie Swansea à Newport et, au-delà, à Swindon en Angleterre.
La communauté de Pontyclun comprend aussi les villages et hameaux de Brynsadler (en), Groes-faen (en), Miskin (en) et Mwyndy (cy).

## Démographie
Au recensement de 2011, la communauté de Pontyclun comptait 8 086 habitants.